# Георги Тановски
Георги Атанасов Тановски е български офицер (генерал-майор), командир последователно на 1-ва пехотна софийска дивизия и 8-а пехотна тунджанска дивизия през 1935 г.

## Биография
Георги Тановски е роден на 15 юни 1883 г. в с. Макоцево, Софийско. През 1908 г. завършва Военното училище в София, като е зачислен в 2-ра рота на 22-ри пехотен полк. На 15 октомври същата година е произведен в чин подпоручик.
Взема участие в Балканската (1912 – 1913), Междусъюзническата (1913) и Първата световна война (1915 – 1918). Проявява се като храбър офицер. Той е един от героите от боевете с турците при Булаир през януари 1913 г., където е тежко ранен и от епичните боеве със сърбите при Калиманци. С 22-ри полк на 7-а дивизия служи в Първата световна война. Като командир на рота разбива един английски кавалерийски полк в края на 1916 г. в Сярското поле. После се бие на Дойран през септември 1918 г. в състава на 57-и пехотен полк на 9-а пехотна дивизия.
Женен е за Радка Харизанова от гр. Босилеград. От нея има трима синове. Първият - Любомир е роден през 1923 г. и умира на крехката възраст от 13. Вторият му син - Атанас е роден през 1926 г. и умира след кратко боледуване в дома си в София през 2006 г. Най-малкият от тримата синове - Владимир е роден през 1933 г. и издъхва в съня си, заобиколен от близки, на 18.12.2019 г.
Георги Тановски е активен участник в Деветнадесетомайския преврат през 1934 година – по това време командва Софийския гарнизон и в полунощ през нощта срещу 19 май се явява при цар Борис III, за да уведоми за извършването на преврата, уверявайки го, че той не е насочен срещу него.
На 1 май 1936 г. е произведен в чин генерал-майор и преминава в запаса.
Генерал-майор Георги Тановски е разстрелян на 27 септември 1944 г. от партизани от бригада „Чавдар“ в района между Вакарел и Ихтиман. Гробът му е неизвестен и до днес. На 10 декември 1945 година е обявен от комунистическите власти за безследно изчезнал.

## Други
На генерал Георги Тановски е наречена улица в квартал „Христо Смирненски“ в София (Карта).

## Военни звания
- Подпоручик (15 октомври 1908)
- Поручик (27 октомври 1911)
- Капитан (18 май 1915)
- Майор (1 април 1919)
- Подполковник (6 май 1923)
- Полковник (30 януари 1930)
- Генерал-майор (1 май 1936)

## Награди
- Орден „За храброст“ ? степен и IV степен, 1-ви клас
- Орден „Св. Александър“ IV степен
- Орден „За военна заслуга“ IV степен